# Панина, Агафья Якимовна
Агафья Якимовна Панина — советский хозяйственный и государственный деятель, лауреат Государственной премии СССР за выдающиеся достижения в труде.

## Биография
Родилась в 1950 году в деревне Лукинцы. Член КПСС.
Окончила ГПТУ № 56 Чайковского комбината шелковых тканей, Чайковский политехникум легкой промышленности.
В 1967—2005 годах — прядильщица Чайковского комбината шелковых тканей.
Инициатор движения «За одну пятилетку — два пятилетних задания».
За большой личный вклад в увеличение выпуска и улучшение качества товаров народного потребления была в составе коллектива удостоена Государственной премии СССР за выдающиеся достижения в труде 1983 года.
Депутат Верховного Совета РСФСР 11-го созыва. Делегат XXVII съезда КПСС.
Живёт в Чайковском.

## Награды
- Орден Ленина (1986)
- Орден Трудового Красного Знамени (1973)